# 関西大学短期大学部
関西大学短期大学部（かんさいだいがくたんきだいがくぶ）は、大阪府大阪市大淀区長柄中道2-10に本部を置いていた日本の私立大学である。1950年に設置され、1959年に廃止された。

## 概要

### 大学全体
- 大阪府大阪市大淀区[注 1]に所在した日本の私立短期大学で、設置主体は学校法人関西大学[1]。
- 国内で最初に認可された短期大学149校[注 2]の1校として、1950年に昼間部・夜間部各1学科体制で開学した[2]。
- 1955年度の入学生を最後に[注釈 3]、短期大学としての使命を終える[注 3]。
- 関西学院大学、関西学院短期大学（ともに運営者は学校法人関西学院）、1940年4月 - 1942年2月に存在した関西高等工業学校（現在の大阪工業大学、運営者は現在の学校法人大阪工大摂南大学）とは別法人。
- 当時の入学試験については、右記資料に記載がある[6]。

### 建学の精神（校訓・理念・学是）
- 関西大学を参照。

### 教育および研究
- 商工経営科が設けられていた。「商業経営学」・「工業経営学」・「簿記会計」・「商業概論」・「財政学」・「工業数学」・「貿易英語」・「工場管理」・「設計製図」・「商業演習」・「工業演習」など商業と工業に関する科目があった[7]。

### 学風および特色
- 『関西大学短期大学部設置要項』によると、設置目的は広く一般的教養のための知識を授けるとともに、商業経営及び工業経営に関する専門職業に必要な実学的学術を教え、知的かつ道徳的および応用能力を展開させることとなっている[8]。

## 沿革
- 1944年
  - 関西工業専門学校（天六学舎）が以下の学科体制にて開学。
    - 機械科
      - 一般機械専攻
      - 舶用機械専攻
      - 航空機械専攻
- 1945年
  - 終戦により航空工学の研究禁止。航空機械専攻は繊維機械専攻へと移行。
- 1949年
  - 10月 文部省[注釈 4]に短期大学[注 4]の設置認可に関する申請を行う[注 5]。なお、学科・専攻は以下の通りとなっている[注 6]。
    - 商工経営科[14]
      - 第一部 入学定員200名
      - 第二部 入学定員200名
- 1950年
  - 3月14日 左記を以て短期大学の設置が文部省[注釈 4]より認可される[注 7]。
  - 4月1日 左記を以て関西大学短期大学部が以下の学科体制にて開学する[注 8]。
    - 商工経営科
      - 第一部 入学定員200名[注釈 2]
      - 第二部 入学定員200名　

  - 4月26日 入学式が挙行され、第一部で148人・第二部で218人が入学[注 9]。
- 1951年
  - 3月1日 学校法人が成立する[21]。
- 1954年
  - 5月1日 学生数[22]/定員
    - 商工経営科
      - 第一部 569[注 10]/400
      - 第二部 536[注 11]/400
- 1955年
  - 4月1日 学生募集を最終とする[注釈 3]。
- 1958年
  - 4月1日 関西大学工学部開学。
- 1959年
  - 3月30日 左記をもって正式に廃止とする[23]。工学部は第一回の卒業生を出す。

## 設立の背景
- 1942年頃から日本の敗色が濃厚となり、政府・軍は文科系教育よりも理工系教育を優先するようになった。この年の11月頃から関西大学は理工系学部の増設の準備を始めたが、1943年には文科系の大学生、専門学校生の徴兵猶予の恩典が廃止となり、文科系の大学、専門学校の定員は半減以下とされることとなった。これでは大学として存続し得ないので、結果1944年に工業専門学校を開学した。この年の文系学部、専門部の定員は従来の1/3となった。
- 関西大学は新制大学発足の際の課題として、以下のものががあった。

1. 法学部、経済学部の新制移行
2. 戦時中に廃止された文学、商学専攻を復活し、文学部、商学部の設置
3. 旧制専門部を一部二部とも新制大学に昇格
4. 高等工業学校の工学部への昇格

- ただ、新制大学移行時に高等工業学校は施設の不十分さ故に工学部の設置が認められなかったため、やむを得ず短期大学部を設置することになった。なお工学部が設置された当初も、各科の実験場は50坪しかなく、設備の充実さは他大学の理工系学部と比べて大きな差があった。だが「男子の短期大学は日本の国情に合わなかったせいか充分の発展をみることが出来ず、1956年度には学生募集を停止した[3]」となっている[注 12]。また開学の1950年以降、日本の工業は長足の発展を遂げ、技術者不足の声は巷に満ち、関西大学OBの間には工学部設置の要望は非常に強かったことには留意する必要がある。その後、設立された工学部は建築学科や生物工学科など11学科を擁すまでになり、2007年に学部再編を迎えた。

## 基礎データ

### 所在地
- 大阪市大淀区長柄中道2-10[注釈 1]

### 象徴
- 関西大学を参照。

## 教育および研究

### 組織

#### 学科
- 商工経営科
  - 第一部 入学定員200名[注釈 5][注釈 2]
  - 第二部 入学定員200名[注釈 5]

#### 専攻科
- なし

#### 別科
- なし

#### 取得資格について
- 教職課程が置かれていた。I部・II部とも中学校教諭二級免許状（社会・職業）、高等学校教諭免許状（社会・商業）が設けられていた[注 13]。

## 大学関係者と組織

### 大学関係者一覧
歴代学長
- 岩崎卯一
- 矢口孝次郎：短期大学部長

## 施設

### キャンパス
- 天六学舎（天六キャンパス）は戦前には関西大学専門部、1948年から1993年度まで関西大学第2部各学部の所在地。長らく関西大学の生涯学習の拠点として使用されていたが、2015年度に阪急不動産に売却された。

## 対外関係

### 系列校
- 関西大学
- 関西大学第一高等学校